# 좡쩌둥

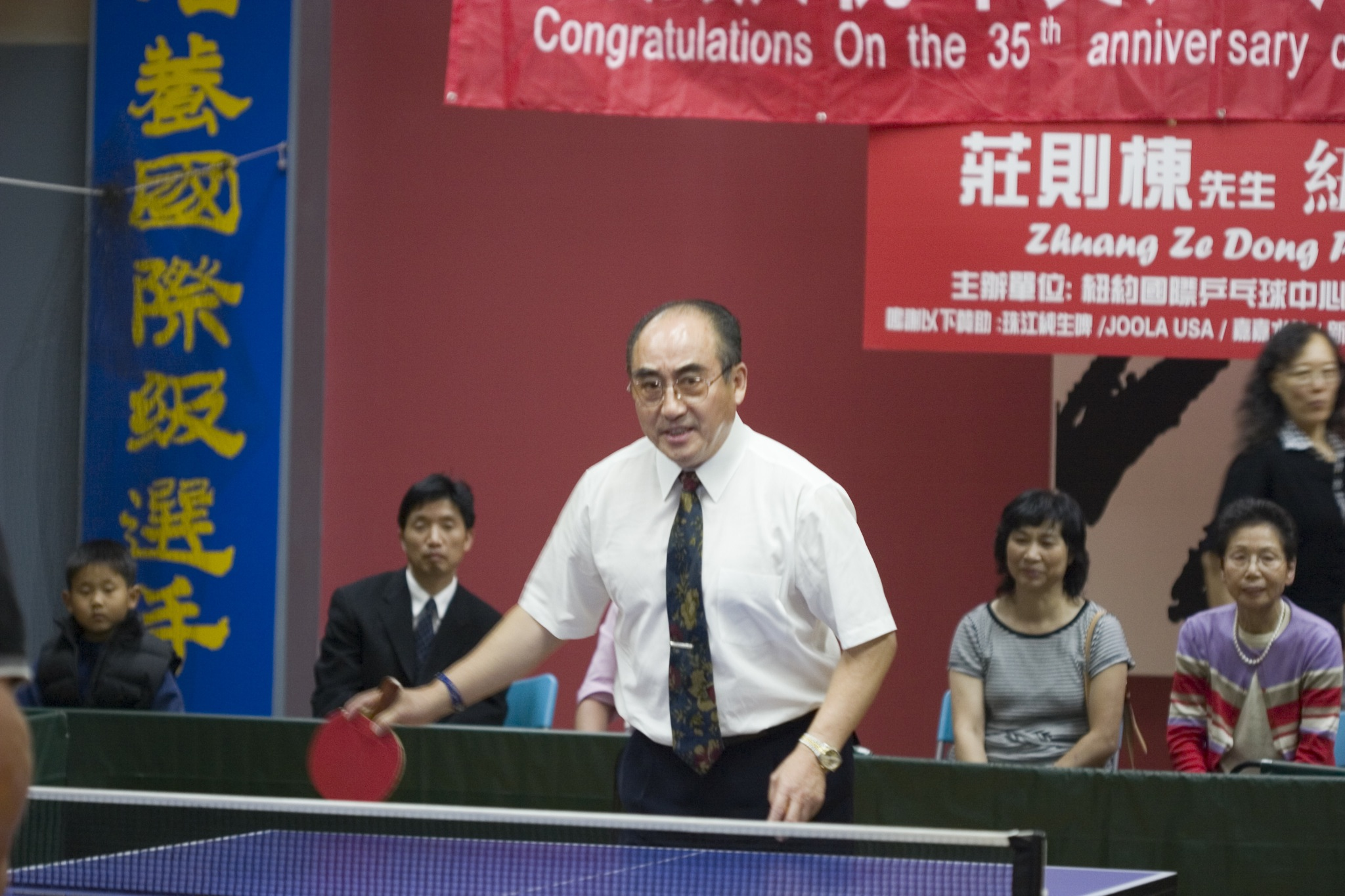
좡쩌둥

좡쩌둥(중국어 간체자: 庄则栋, 정체자: 莊則棟, 병음: Zhuang Zedong, 1940년 8월 25일 ~ 2013년 2월 10일)은 중화인민공화국의 전 탁구 선수였다.
10대 때부터 중화인민공화국 탁구 국가대표팀에 발탁되었으며, 1961년 세계 탁구 선수권 대회에서 우승을 차지한 뒤 1963년과 1965년 두 차례 더 정상에 올랐다. 하지만 1966년 발발한 문화 대혁명으로 인해 선수 경력에 제약이 생겼으며, 이 기간 동안 베이징 시에 있는 국립 음악원의 한 기숙사에서 유명 피아니스트인 바오후이차오와 결혼식을 올렸다.
또한 1971년 세계 탁구 선수권 대회 당시 우연히 미국의 탁구 선수 글렌 코완과 만나 선물을 전달한 뒤 함께 사진을 찍기도 했으며, 이 사건을 계기로 저우언라이 총리가 미국 탁구 국가대표팀을 초청해 핑퐁 외교가 이루어져 중미 관계를 개선하고 양 국이 수교를 맺게 되는 결실을 이루었다.
이후 마오쩌둥의 부인인 장칭의 신임을 얻어 1974년부터 1976년까지 국가 체육 위원회의 주임에 임명되기도 했으나, 1976년 마오쩌둥이 사망하고 사인방이 체포된 뒤에는 같이 공안에 체포되어 조사를 받게 되었다. 1980년 조사가 끝난 뒤에는 산시성의 타이위안시에서 지도자 생활을 했으며, 1985년 베이징 시로 돌아온 뒤 유소년 탁구 선수들을 지도하였다. 또한 이 때 바오후이차오와 이혼했으며, 1987년 일본계 중국인인 사사키 아쓰코와 재혼하게 되었다.
그 뒤 2008년 대장암으로 투병 생활을 하였으며, 종양이 간과 허파로 전이되어 건강이 악화되어 2013년 2월 10일 베이징 시의 한 병원에서 사망했다. 사망 이후 중화인민공화국의 다수의 누리꾼들이 웨이보를 통해 조의를 표했다.